# 碉堡山號導彈巡洋艦
碉堡山号导弹巡洋舰（USS Bunker Hill (CG 52)）是美國海軍的提康德罗加级导弹巡洋舰，由英戈尔斯造船厂在密西西比州帕斯卡古拉建造，于1985年3月11日下水。提康德罗加级巡洋舰配备了神盾戰鬥系統，碉堡山是该级巡洋舰中第一艘配备Mark 41 垂直发射系统(VLS) 以取代之前舰艇的双臂Mark 26导弹发射器，极大地提高了舰艇的灵活性和火力。其他任务包括弹道导弹防御和为防空防御护航的主力艦。该船于1986年9月20日投入使用，母港位于加利福尼亚州圣地亚哥的圣迭戈海军基地。该舰于2023年9月22日退役。
碉堡山号在海湾战争期间曾在波斯湾服役，并部署在索马里海岸以防止索馬利亞海盜。这艘巡洋舰也曾部署到日本横须贺，并在太平洋执行了包括第三次台海危机期间的监测任务在内的任务。

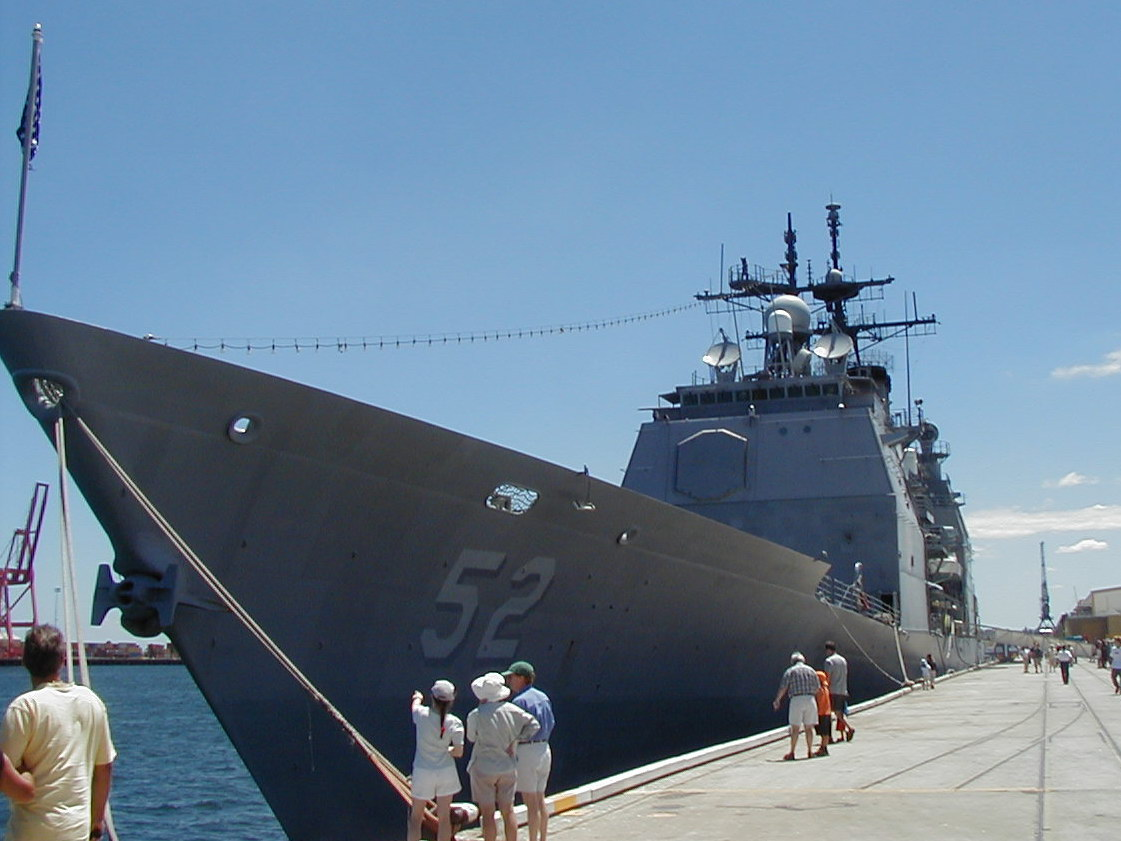
位于西澳大利亚弗里曼特尔的碉堡山号